# Kvalifikacija za Millstreet
La Kvalifikacija za Millstreet (in italiano: Qualificazione per Millstreet) è stata la competizione canora organizzata dall'emittente radiotelevisiva slovena RTV SLO per conto dell'Unione europea di radiodiffusione, che è stata utilizzata come processo di preselezione internazionale per l'Eurovision Song Contest 1993 a Millstreet.
Alla competizione hanno partecipato 7 nazioni che non hanno mai preso prima parte alla manifestazione musicale, nonostante in passato nella competizione sono state presentate canzoni in bosniaco, croato e sloveno in rappresentanza dalla Jugoslavia.
I tre paesi che hanno avuto accesso all'Eurovision Song Contest sono stati la Slovenia, la Bosnia ed Erzegovina e la Croazia.

## Organizzazione
A seguito delle rivoluzioni del 1989 e della dissoluzione della Jugoslavia, il numero di paesi che desiderano partecipare al concorso è cresciuto fortemente. Per il secondo anno consecutivo, l'Unione europea di radiodiffusione (UER) ha deciso di aumentare il numero massimo di partecipanti da ventitré a venticinque.
Con la Jugoslavia esclusa dalla partecipazione, in effetti il paese non esisteva più, solo i ventidue paesi che hanno partecipato all'edizione del 1992 hanno conquistato un posto nella finale. Mentre per i tre posti restanti, l'UER ha deciso che sarebbero stati assegnati attraverso una preselezione, che sarebbe stata organizzata dalla televisione pubblica slovena.

## Orchestra
Ogni esibizione aveva un direttore che dirigeva l'orchestra.  Mentre le esibizioni dell'Inteval Act sono state eseguite senza l'orchestra, con alcune anche in playback. Durante l'Interval Act, George Natsis ha accompagnato con il pianoforte la cantante rumena Dida Drăgan.

## Stati partecipanti
| Stato                    | Artista         | Brano                       | Lingua          | Processo di selezione                                               |
| ------------------------ | --------------- | --------------------------- | --------------- | ------------------------------------------------------------------- |
| Bosnia ed Erzegovina     | Fazla           | Sva bol svijeta             | Bosniaco        | BH Eurosong 1993, 28 febbraio 1993                                  |
| Croazia                  | Put             | Don't Ever Cry              | Croato, Inglese | Dora 1993, 28 febbraio 1993                                         |
| Estonia                  | Janika Sillamaa | Muretut meelt ja südametuld | Estone          | Interno per l'artista; Eurolaul 1993 per il brano, 20 febbraio 1993 |
| Romania                  | Dida Drăgan     | Nu pleca                    | Rumeno          | Selecția Națională 1993, 16 gennaio 1993                            |
| Slovacchia               | Elán            | Amnestia na neveru          | Slovacco        | Interno                                                             |
| Slovenia (organizzatore) | 1X Band         | Tih deževen dan             | Sloveno         | Slovenski izbor za Pesem Evrovizije 1993, 27 febbraio 1993          |
| Ungheria                 | Andrea Szulák   | Árva reggel                 | Ungherese       | Interno                                                             |

### Direttori d'orchestra
- Bosnia ed Erzegovina - Esad Arnautalić
- Croazia – Andrej Baša
- Estonia – Peeter Lilje
- Ungheria – Petar Ugrin
- Romania – George Natsis
- Slovenia – Petar Ugrin
- Slovacchia – Vladimir Valovič

## Classifica
| N° | Stato                | Cantante        | Canzone                     | Punti | Posizione |
| -- | -------------------- | --------------- | --------------------------- | ----- | --------- |
| 01 | Bosnia ed Erzegovina | Fazla           | Sva bol svijeta             | 52    | 2         |
| 02 | Croazia              | Put             | Don't Ever Cry              | 51    | 3         |
| 03 | Estonia              | Janika Sillamaa | Muretut meelt ja südametuld | 47    | 5         |
| 04 | Ungheria             | Andrea Szulák   | Árva reggel                 | 44    | 6         |
| 05 | Romania              | Dida Drăgan     | Nu pleca                    | 38    | 7         |
| 06 | Slovenia             | 1X Band         | Tih deževen dan             | 54    | 1         |
| 07 | Slovacchia           | Elán            | Amnestia na neveru          | 50    | 4         |

12 punti
| A                    | Da                   |
| -------------------- | -------------------- |
| Bosnia ed Erzegovina | Slovacchia           |
| Croazia              | Romania              |
| Estonia              | Ungheria             |
| Romania              | Slovenia             |
| Slovacchia           | Bosnia ed Erzegovina |
| Slovenia             | Estonia              |
| Ungheria             | Croazia              |

## Interval Act
Prima dell'assegnazione dei voti, ogni artista si è esibito con un brano della loro discografia.
1. Bosnia ed Erzegovina: Kiša ruši grad
2. Croazia: Mom zavičaju
3. Estonia: I Live For Your Love
4. Ungheria: Don't Wanna Stop My Clock
5. Romania: Blestem (The Curse)
6. Slovenia: Novo jutro
7. Slovacchia: Od Tatier k Dunaju

## Giudici e Portavoce
Ogni paese ha inviato un singolo giurato, che era effettivamente presente nella sede del concorso. Ogni giurato ha annunciato i propri voti quando la telecamera era davanti a loro.
1. Bosnia ed Erzegovina: Ismeta Dervoz-Krvavac (Rappresentante della Jugoslavia all'Eurovision Song Contest 1976 come parte dei Ambasadori)
2. Croazia: Ksenija Urličić
3. Estonia: Jüri Makarov
4. Ungheria: Péter Wolf
5. Romania: Aurora Andronache
6. Slovenia: Mojmir Sepe
7. Slovacchia: Stanislav Bartovič